# Ангионевротический отёк
Ангионевроти́ческий отёк, или отёк Кви́нке, — реакция на воздействие различных биологических и химических факторов, часто имеющая аллергическую природу. Ангионевротический отёк проявляется на кожных покровах, в подкожной клетчатке и на слизистых оболочках внутренних органов пациента. Отёк Квинке представляет опасность в первую очередь распространением на гортань из-за сдавливания трахеи и нарушения дыхания. Заболевание названо по имени немецкого врача Генриха Квинке, впервые описавшего его в 1882 году.

## Клиническая картина
Заболевание проявляется возникновением отёков в местах с развитой подкожной клетчаткой — на губах, веках, щеках, слизистой рта. Цвет кожи при этом не меняется. Зуд отсутствует. В типичных случаях он бесследно исчезает через несколько часов (до 2—3 суток). Отёк может распределяться на слизистую оболочку гортани, что может вызывать затруднение дыхания. При этом отмечается охриплость голоса, лающий кашель, затруднённое дыхание (сначала выдох, потом вдох), шумное дыхание, лицо гиперемированное, затем резко бледнеет. Возникает гиперкапническая кома и затем может наступить смерть. Также отмечается тошнота, рвота, боль в животе, усиленная перистальтика.
Ангионевротический отёк отличается от обычной крапивницы лишь глубиной поражения кожи. Следует заметить, что проявления крапивницы и ангионевротического отёка могут возникать одновременно или чередоваться.

## Механизм развития
Острая аллергическая реакция становится результатом трёх механизмов: аллергенного, не аллергенного, комбинированного типа:
1. При аллергенном механизме впервые вторгается аллерген — еда, лекарство, пыльца, организм воспринимает его за антиген и нарабатывает антитела. Происходит повышенная чувствительность к воздействию раздражителей. Повторное внедрение аллергена разрушает клетку, содержащую антитела. Высвобождается гистамин и развивается отек.
2. При не аллергенном механизме гистамин освобождается в ответ на яд насекомого, лекарства, пищевой или обонятельный раздражитель.
3. Врождённый ангионевротический отёк является комбинированной формой. В крови присутствуют белки-комплементы в неактивном состоянии. Активатором может послужить стрессовая ситуация. Белки системы комплемента принимают клетки хозяина за антигены. Возникает отёк[4].

## Лечение
Для лечения применяют антигистаминные препараты, глюкокортикостероиды. Лечение ангионевротического отёка включает, помимо лекарств, обязательное выявление аллергена или иных провоцирующих факторов и их устранение. Больные со среднетяжёлыми и тяжёлыми реакциями должны быть госпитализированы.

## Первая помощь
Поскольку ангионевротический отёк — это достаточно опасное состояние, то важно уметь оказать первую помощь при его проявлениях.
- Прежде всего нужно вызвать скорую помощь.
- Немедленно прекратить контакт больного с аллергеном, если этот аллерген известен.
- Если отёк наступил после внутримышечного введения препарата или укуса насекомого, то нужно наложить давящую повязку выше места укола (укуса). Если нет возможности наложить повязку (например, укол был сделан в ягодицу), то на место укола (укуса) нужно приложить холодный компресс или лёд. Это позволит замедлить распространение аллергена из-за сужения сосудов.
- Расстегнуть или ослабить одежду больного.
- Обеспечить больному приток свежего воздуха.
- Постараться успокоить пострадавшего до приезда скорой помощи.

## Медикаментозное лечение
- При снижении АД— подкожно вводят 0,1-0,5 мл 0,1 % раствора адреналина;
- При асфиксии (отёк слизистой оболочки дыхательных путей) инъекции адреналина;
- Гормональная терапия: глюкокортикоиды (преднизолон 60—90 мг в/м или в/в; дексазон 8—12 мг в/в;)
- Десенсибилизирующее лечение: антигистаминные средства (супрастин 2 % — 2,0 в/м, Кларитин, Зиртек, Эриус, Телфаст).
- Мочегонные препараты: лазикс 40—80 мг в/в струйно в 10—20 мл физиологического раствора;
- Препараты ингибиторы протеаз: контрикал — 30000 ЕД в/в в 300 мл физиологического раствора, эпсилон-аминокапроновая кислота 5 % — 200 мл в/в капельно, затем — по 100 мл через 4 часа или по 4 г per os 4—5 раз в день до полного купирования реакции;
- Дезинтоксикационная терапия — гемосорбция, энтеросорбция;
- Госпитализация в аллергологическое отделение.

## Наследственная форма
Выделяется особая форма неаллергической природы: наследственный ангионевротический отёк, связанный с недостаточностью С1-ингибитора системы комплемента. Чаще болеют мужчины, характерен семейный анамнез, развитие отёка провоцируется микротравмами и стрессом. Часто развивается отёк гортани. Лечится заболевание по другим принципам, нежели аллергический отёк. Перед хирургическими вмешательствами необходимо принимать профилактические меры.